# Kumalae
Kumalae Nui-a-Umi ("Kumalae Veliki, sin Umija") bio je havajski princ te poglavica Hila na ostrvu Havaji (Hawaiʻi).
Rođen je oko 1648 godine.
Bio je sin kralja Umija i njegove supruge, princeze Mauija Piikee te unuk kralja Piilanija i nećak Lona i Kihe.
Umi je Kumalaeu dao da vlada Hilom, a Kumalaeov polubrat Kealiiokaloa je postao kralj Havaja.
Kumalae je oženio ženu zvanu Kuanuupuawalau. Njihov sin je bio princ Makuanui.